# Dufourea halictula
Dufourea halictula – gatunek błonkówki z rodziny smuklikowatych i podrodziny wigorczykowatych.
Gatunek ten został opisany w 1852 roku przez Williama Nylandera jako Rhophites halictula.
Pszczoła o ciele długości od 4 do 6 mm. Cechuje ją dość gęste owłosienie ciała, głaszczki wargowe o członie drugim tak długim jak trzeci oraz rzadkie i gęste punktowanie słabiej połyskującej tarczki (odległości między punktami mniejsze niż ich średnice). U samca drugi człon czułków jest 1,2 raza dłuższy niż szeroki, człony czułków od czwartego do jedenastego mają jednolite i niepozorne owłosienie, a szósty sternit jest spłaszczony.
Owad o rozsiedleniu europejskim, znany z Hiszpanii, Wielkiej Brytanii, Francji, Belgii, Niemiec, Danii, Finlandii, Szwajcarii, Austrii, Polski, Czech, Słowacji, Węgier i Rosji. Jest to pszczoła samotnica. Gatunek oligolektyczny, związany z dzwonkowatymi, a szczególnie z jasieńcem piaskowym. Ma jedno pokolenie w roku, latające w środku lata.
W 2002 umieszczony został na Czerwonej liście zwierząt ginących i zagrożonych w Polsce jako gatunek o słabo rozpoznanym statusie.